# Ideopsis nigrocostalis
Ideopsis nigrocostalis är en fjärilsart som beskrevs av Hagen 1902. Ideopsis nigrocostalis ingår i släktet Ideopsis och familjen praktfjärilar. Inga underarter finns listade i Catalogue of Life.